# Yutaka Takahashi
Yutaka Takahashi (jap. 高橋 泰 Takahashi Yutaka; ur. 29 września 1980) – japoński piłkarz występujący na pozycji napastnika.

## Kariera klubowa
Od 1999 do 2015 roku występował w klubach Sanfrecce Hiroszima, Omiya Ardija, JEF United Chiba, Roasso Kumamoto, Avispa Fukuoka, Ehime FC i Kamatamare Sanuki.